# Фруктовий суп
Фруктовий суп (швед. fruktsoppa) — традиційний десерт зі сухофруктів у шведській та норвезькій кухні. У Скандинавських країнах фруктовий суп належить до основних харчових продуктів. Фруктовий суп подається під час різдвяних свят. Страва іноді включається в меню шведського столу. До супу пропонують випічку, наприклад, бісквітні кондитерські вироби. Страву подають гарячою або холодною.

## Приготування
Для приготування фруктового супу використовують сушені яблука, курагу, груші, родзинки, смородину, брусницю, чорнослив, вишню, морошку, персики. Суп доповнюють тапіокою, саго, червоним вином, цукром, лимонним соком, корицею і сіллю. Сухофрукти і інші інгредієнти розмочують у воді і варять до загущення.
Суп можна подавати гарячим або холодним. Приготований заздалегідь охолоджений суп можна розігрівати. Смак страви стає кращим, якщо дати їй настоятися протягом декількох годин перед подачею. За цей час аромати входять до нього продуктів краще з'єднуються один з одним.